# España en el Campeonato Mundial de Atletismo de 1987
La selección española de atletismo acudió a los Campeonatos del Mundo de Atletismo de 1987, celebrados en Roma entre el 28 de agosto y el 6 de septiembre de 1987, con un total de 41 atletas (29 hombres 12 mujeres).

## Medallas
Se obtuvieron 2 medallas, 1 de plata de la mano de José Luis González en los 1500 metros y 1 de bronce obtenida por Josep Marín en los 20 kilómetros marcha, lo que colocó a la selección española en el puesto 19.ª del medallero.

## Finalistas
Además se obtuvieron otros 3 puestos de finalista  gracias a las actuaciones de María Cruz Díaz, 4.º en los 10 kilómetros marcha, de Carlos Sala, 6.º en los 110 metros vallas, de  José Alonso Valero, 8.º en los 400 metros vallas.

## Participación
El detalle de la actuación española en la segunda edición de los campeonatos del mundo de atletismo se recoge en la siguiente tabla:
| Atletas                       | Pruebas                 | Actuación |
| ----------------------------- | ----------------------- | --- |
| José Javier Arqués            | 100 metros lisos        | Cuartofinalista: 2.º en su eliminatoria (10.41) y 5.º en su serie de cuartos (10.46)                                  |
| José Javier Arqués            | 4 x 100 metros lisos    | Semifinalista: 5.º en su eliminatoria (40.20) y 6.º en su semifinal (39.74)                                           |
| Antonio Sánchez               | 400 metros lisos        | Cuartofinalista; 6.º en su eliminatoria (46.54) y 6.º en su serie de cuartos (46.19)                                  |
| Antonio Sánchez               | 4 x 400 metros lisos    | Semifinalista: 6.º en su eliminatoria (3:05.02) y 8.º en su semifinal (3:06.41)                                       |
| José Luis González            | 1500 metros lisos       | Medalla de plata: 2.º en su eliminatoria (3:40.28), 2.º en su semifinal (3:35.68) y 2.º en la final (3:38.03)         |
| Teófilo Benito                | 1500 metros lisos       | Semifinalista: 9.º en su eliminatoria (3:38.90) y 8.º en su semifinal (3:41.89)                                       |
| Andrés Vera                   | 1500 metros lisos       | 1.ª ronda: 9.º en su eliminatoria (3:43.24)                                                                           |
| Abel Antón                    | 5000 metros lisos       | Final: 5.º en su eliminatoria (13:28.92) y 14.º en la final (13:43.58)                                                |
| José Manuel Abascal           | 5000 metros lisos       | 1.ª ronda: 13.º en su eliminatoria (13:59.68)                                                                         |
| Vicente Antón                 | Maratón                 | 16.º (2h19:00) |
| Honorato Hernández            | Maratón                 | 18.º (2h20:00) |
| Alfonso Abellán               | Maratón                 | 28.º (2h24:20) |
| Carlos Sala                   | 110 metros vallas       | Finalista: 3.º en su eliminatoria (13.48), 3.º en su semifinal (13.60) y 6.º en la final (13.55)                      |
| Antonio Lanau                 | 110 metros vallas       | 1.ª ronda: 7.º en su eliminatoria (14.25)                                                                             |
| José Alonso Valero            | 400 metros vallas       | Finalista: 3.º en su eliminatoria (49.42), 4.º en su semifinal con récord de España (49.00) y 8.º en la final (49.46) |
| José Alonso Valero            | 4 x 400 metros lisos    | Semifinalista: 6.º en su eliminatoria (3:05.02) y 8.º en su semifinal (3:06.41)                                       |
| Domingo Ramón                 | 3000 metros obstáculos  | 1.ª ronda: 11.º en su eliminatoria (8:42.35)                                                                          |
| Francisco Sánchez Vargas      | 3000 metros obstáculos  | 1.ª ronda: 8.º en su eliminatoria (8:34.29)                                                                           |
| Arturo Ortiz                  | Salto de altura         | Final: 1.º en la calificación (2.27) y 12.º en la final (2.25)                                                        |
| Antonio Corgos                | Salto de longitud       | Calificación: 23.º (7.60)                                                                                             |
| Francisco Fuentes             | Lanzamiento de martillo | Calificación: 22.º (69.54)                                                                                            |
| Miguel Ángel García Larrañaga | 4 x 100 metros lisos    | Semifinalista: 5.º en su eliminatoria (40.20) y 6.º en su semifinal (39.74)                                           |
| Enrique Talavera              | 4 x 100 metros lisos    | 1.ª ronda: 5.º en su eliminatoria (40.20) no participando en la semifinal                                             |
| Juan José Prado               | 4 x 100 metros lisos    | Semifinalista: 5.º en su eliminatoria (40.20) y 6.º en su semifinal (39.74)                                           |
| Ángel Heras                   | 4 x 100 metros lisos    | Semifinalista: No participó en la eliminatoria y 6.º en su semifinal (39.74)                                          |
| Ángel Heras                   | 4 x 400 metros lisos    | Semifinalista: 6.º en su eliminatoria (3:05.02) y 8.º en su semifinal (3:06.41)                                       |
| Cayetano Cornet               | 4 x 400 metros lisos    | Semifinalista: 6.º en su eliminatoria (3:05.02) y 8.º en su semifinal (3:06.41)                                       |
| Josep Marín                   | 20 kilómetros marcha    | Medalla de bronce (1h25:24)                                                                                           |
| Ricardo Pueyo                 | 20 kilómetros marcha    | 20.º (1h26:09) |
| Miguel Ángel Prieto           | 20 kilómetros marcha    | 27.º (1h27:40) |
| Andrés Marín                  | 50 kilómetros marcha    | 9.º (3h52:16 |
| Jordi Llopart                 | 50 kilómetros marcha    | Descalificado |
| Manuel Alcalde                | 50 kilómetros marcha    | Abandonó |
| Yolanda Díaz                  | 100 metros lisos        | Cuartofinalista: 5.ª en su eliminatoria (12.00) y 8.ª en su serie de cuartos (12.05)                                  |
| Blanca Lacambra               | 400 metros lisos        | Semifinalista: 3.ª en su eliminatoria (52.46) y 8.ª en su semifinal (54.72)                                           |
| Blanca Lacambra               | 4 x 400 metros lisos    | 1.ª ronda: 7.ª en su eliminatoria (3:32.01)                                                                           |
| Rosa María Colorado           | 800 metros lisos        | 1.ª ronda: 4.ª en su eliminatoria (2:03.40))                                                                          |
| Rosa María Colorado           | 4 x 400 metros lisos    | 1.ª ronda: 7.ª en su eliminatoria (3:32.01)                                                                           |
| Maite Zúñiga                  | 1500 metros lisos       | 1.ª ronda: 9.ª en su eliminatoria (4:16.21)                                                                           |
| Ana Isabel Alonso             | 10000 metros lisos      | Final: 11.ª en su eliminatoria (33:38.37) y 19.º en la final (33:20.65)                                               |
| Mercedes Calleja              | Maratón                 | 13.º (2h38:58) |
| María Irizar                  | Maratón                 | 19.º (2h43:54) |
| Cristina Pérez Díaz           | 400 metros vallas       | 1.ª ronda: 4.ª en su eliminatoria (57.23)                                                                             |
| Cristina Pérez Díaz           | 4 x 400 metros lisos    | 1.ª ronda: 7.ª en su eliminatoria (3:32.01)                                                                           |
| Monserrat Pujol               | 4 x 400 metros lisos    | 1.ª ronda: 7.ª en su eliminatoria (3:32.01)                                                                           |
| María Cruz Díaz               | 10 kilómetros marcha    | Finalista: 4.º (44:48) con récord de España                                                                           |
| María Reyes Sobrino           | 10 kilómetros marcha    | 9.º (45:37) |
| Emilia Cano                   | 10 kilómetros marcha    | 29.º (50:11) |